# Peter Frederik Rist
Peter Frederik Rist (7. juli 1844 – 25. juni 1926) var en dansk officer og forfatter. 
Rist fødtes i København; hans forældre var kammerråd August Ahlert Rist (død 1884) og Charlotte Frederikke født Philipsen (død 1863). I det von Westenske Institut, hvor han gik, havde han hovedet fuldt af skønlitteratur og teater, og endnu i efteråret 1863 var artiumsudsigten vistnok lidt skyet. Men så kom krigen og hjalp udenom.

## Krigen 1864 og militær karriere
I januar 1864 blev han officersaspirant, afgik i marts til 9. bataillon i Fredericia, fulgte næste måned med Paul Ulrich Scharffenbergs brigade til Dybbøl og blev såret under stormen på skanserne 18. april. Efter at han var blevet helbredt, gjorde han resten af felttoget med som reservesekondløjtnant. Naturligvis hjemsendtes han efter fredsslutningen og skulle nu atter læse til artium; men for anden gang tog militærstanden ham og beholdt ham. 1866 blev han sekondløjtnant i linjen (19. bataillon, Nyborg), næste år premierløjtnant (18. bataillon, København-Helsingør), 1881 kaptajn og kompagnichef (22. bataillon, Helsingør, forflyttet 1888 til 4. regiment, København). Endelig udnævntes han 1893 til chef for 15. bataillon (Kastellet) samt året efter til oberstløjtnant.

## Forfattervirksomhed

### Faglitterær forfatter og udgiver
Mest bekendt er han dog blevet som forfatter. Under det lange helsingørske garnisonsliv havde han ofte orlov til hovedstaden, hvor bl.a. Georg Brandes’ forelæsninger æggede ham til digterisk produktion. Han skrev meget. Men han synes let at betages af selvkritisk mismod, og alt det skrevne blev brændt. Sin forfatterdebut fik han som historisk skribent. Efter at han delvis havde udbyttet sine historiske studier i nogle populære tidsskriftsafhandlinger, udgav han 1884 sine livfulde skildringer af det 18. århundredes militærvæsen (Fra Støvlettiden). Senere blev han medredaktør af det fortjenstfulde populært historiske tidsskrift Musæum (1889 ff.), ligesom han fra 1888 var bleven medarbejder af Meddelelser fra Krigsarkiverne og fra 1896 blev leder af generalstabens krigshistoriske arbejder. Herefter udgav han bogen Olaf Ryes Saga (1899) der er en på breve osv. støttet skildring. Det kan i denne sammenhæng tilføjes, at han (1890) har redigeret bogserien Soldaterlæsning og (1896) ordnet garnisonsbibliotheket. Han var desuden til sin død medredaktør af bogserien Memoirer og Breve (51 bind, 1905-1927).

### Skønlitterær forfatter
Som skønlitterær forfatter har han jævnlig grebet tilbage til sine historiske studier, måske for der at søge værn mod et vist hang til det fantastiske eller for at tilfredsstille på lempelig vis en lille tilbøjelighed for det sære eller måske blot for at ukendeliggøre en og anden oppositionel tendens gennem et gammeldags kostume. Således er nogle større og mindre historiske noveller og historiske pasticher blevet til (blandt de sidstnævnte bogen Pagebreve, 1898). Hans poetiske debutbog var En Rekrut fra 64 (1889). Man savner muligvis i denne fortælling, som også andensteds hos Rist, en kraftig gennemførelse af den formentlige plan; slutningen ligesom drejer om ad en sidevej og anslår en stemning, som læseren ikke havde ventet. Men man finder en række gode silhouetter af danske befalingsmænd og menige og en overordentlig levende skildring af krigens lidelser og af folks måde at tage dem på. Fremstillingen er både her og i novellesamlingen Soldater (1890) indtagende frisk og greben. Overalt træffer man på fine enkeltheder, således i novellesamlingen Jonathan (1894) Billedet af den unge officers lette rus eller i Efter Dybbøl (1892) den nydelige skildring af en nybagt løjtnants naive førsteforelskelse. I den sidstnævnte bog har Rist også tegnet meget skuffende en behagesyg kvindelig elskværdighed. Ellers har han måske nok større evne til at give miljøets og en enkelt situations farve end til med raske strøg at uddybe og levendegøre figurer.

## Bryllup og rejseliv
Rist har rejst meget, uden at dog indtryk fra disse rejser lader til at være komne hans digtning synderlig til gode, som jo i det hele taget samler sig ret tæt om danske militærpersoner. Han har 3 gange og til dels i længere tid været i Tyskland eller Østrig, et par gange i Norge, en gang i Holland, i 1880 til søs til Middelhavet og Egypten. 
Han ægtede i 1874 Ida Møller (født 1850), datter af byfoged i Frederikshavn Lorenz Bertelsen Møller og Caroline født Dømler.